# Luxemburg
För andra betydelser, se Luxemburg (olika betydelser).
Luxemburg, officiellt Storhertigdömet Luxemburg (luxemburgiska: Groussherzogtum Lëtzebuerg, franska: Grand-Duché de Luxembourg, tyska: Großherzogtum Luxemburg), är en stat belägen i Västeuropa. Landet gränsar till Belgien i väster och norr, Tyskland i öster och Frankrike i söder. Det består av två huvudregioner: Oesling i norr, som en del av Ardennermassivet, och Gutland i söder. Luxemburg hade ett invånarantal på 590 667 den 1 januari 2017 och har en yta på 2 586 kvadratkilometer (cirka en fjärdedel så stort som Skåne), vilket gör det till en av de minsta suveräna staterna i Europa  och en av Europas mikrostater.
Som en representativ demokrati med en konstitutionell monark leds landet av en storhertig och är världens enda kvarvarande storhertigdöme. Luxemburg är ett industriland, med en avancerad ekonomi och världens näst högsta BNP (PPP) per capita (efter Qatar), enligt Världsbanken. Dess centrala läge har historiskt gjort att det har haft stor strategisk betydelse för många makter, med anor tillbaka till grundandet som en romersk fästning, platsen för en viktig frankisk borg under tidig medeltid, och dess roll som en bastion för den spanska vägen från 1400-talet till 1600-talet.
Luxemburg är medlem i Europeiska unionen, Nato, OECD, FN och Benelux, vilket speglar dess politiska konsensus till förmån för ekonomisk, politisk och militär integration. Staden Luxemburg, som är huvudstad och största stad, är säte för flera institutioner och organ inom EU. Den 18 oktober 2012 valdes Luxemburg in på en tillfällig plats i FN:s säkerhetsråd för första gången någonsin. Landet tjänstgjorde i säkerhetsrådet från den 1 januari 2013 till 31 december 2014. I enlighet med sitt geografiska läge, är Luxemburgs kultur en fusion av romanska och germanska Europa där man integrerar seder från båda två. Följaktligen är Luxemburg ett trespråkigt land: luxemburgiska, franska och tyska är officiella språk. Även om det är en sekulär stat, är Luxemburg övervägande romersk-katolsk.

## Historia
Luxemburg uppstod som ett grevskap under borgen Luxemburg eller Lützelburg under 900-talet. Namnet förekommer första gången i ett dokument från 963. Under 1200-talets slut nådde grevarna av Luxemburg stort inflytande, och 1308 blev en av dem som Henrik VII tysk kung. Henriks ätt, vars besittningar var stora och utspridda över stora områden, utslocknade 1437 med kejsar Sigismund. Huset Luxemburgs stamgods, som 1354 upphöjts till hertigdöme, tillföll 1444 Burgund och 1477 huset Habsburg.
Vid delningen av huset Habsburgs besittningar tillföll Luxemburg 1555 den spanska, senare den österrikiska grenen. 1795–1815 tillhörde Luxemburg Frankrike.
1815 fick Vilhelm I av Nederländerna storhertigdömet Luxemburg, vilket ingick i det tyska förbundet. Vid revolutionen i Belgien 1830 anslöt sig Luxemburg till den nya statsbildningen. Större delen av landet förblev en belgisk provins, men en mindre del erkände Vilhelm av Nederländerna som sin kung. Den nederländska delen ingick 1842 i det tyska tullförbundet men stod utanför bildandet det nordtyska förbundet 1866 och Tyska riket 1871. När det nederländska kungahuset 1890 utslocknade på manssidan, upplöste Luxemburg sin union med Nederländerna, och blev en suverän stat.
Storhertig av Luxemburg blev Adolf av Luxemburg, tidigare hertig av Nassau. Han efterträddes 1905 av sin son Vilhelm, och denne 1912 av sin äldsta dotter Marie-Adélaïde.
Under första världskriget besattes Luxemburg av tyska trupper. 1919 lämnade Luxemburg den tyska tullunionen. Luxemburg förblev en självständig stat, men knöts mot folkopinionen i ekonomiskt avseende nära till Belgien och måste 1920 ingå en tullunion med landet. 1919 abdikerade den tyskorienterade Marie-Adélaïde och efterträddes av sin syster Charlotte, från 1919 gift med Felix av Bourbon-Parma.
Luxemburg var ockuperat av tyska trupper även under andra världskriget.
År 1945 blev Luxemburg medlem i Förenta nationerna. Luxemburg övergav även sin neutralitet, som gällt från 1867, och blev medlem i Nato vid organisationens bildande 1949.
Luxemburg var efter andra världskriget ett av de drivande länderna inom Europasamarbetet. År 1952 blev Luxemburg säte för Europeiska kol- och stålgemenskapen och Luxemburg var en av grundarna av dagens EU genom Romfördragen 1957. Luxemburg är helt eller delvis säte för ett antal av Europeiska unionens institutioner.
År 1999 blev euro Luxemburgs valuta.

## Geografi

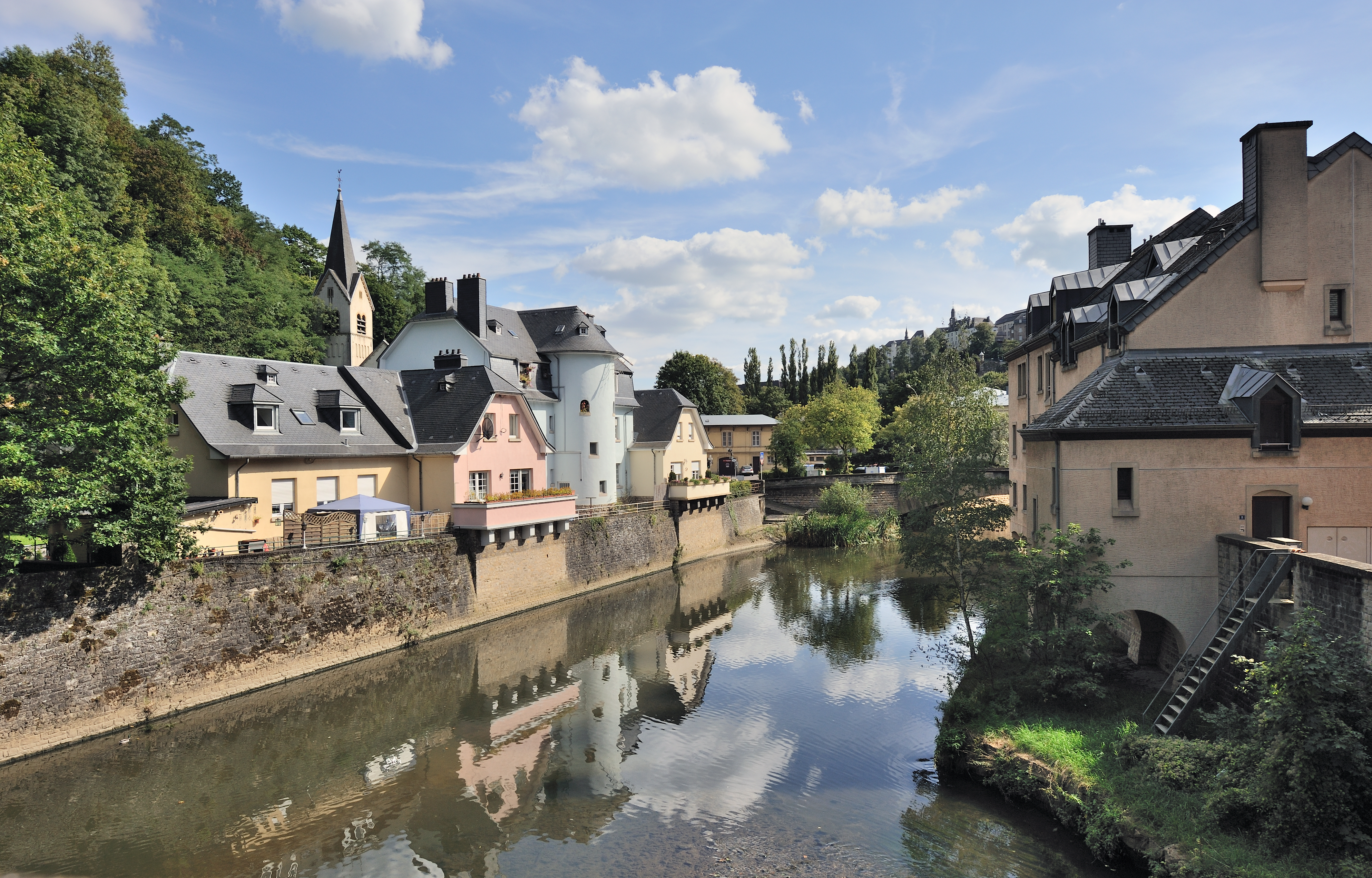
Floden Alzette rinner genom Pfaffenthal.

Luxemburg är ett av Europas och även världens minsta länder. Det ligger på 167:e plats på listan över världens största länder efter areal, och har en yta på ungefär 2 586 kvadratkilometer. Landet gränsar i väst till den belgiska provinsen Luxembourg, som är nästan dubbelt så stor som landet.

### Topografi och hydrografi
Luxemburg delas i två geografiska områden: Ösling i norr, som täcker en tredjedel av landet, och Gutland i söder. Ösling är ett platålandskap med Kneiff som högsta punkt (560 m ö.h.) och består av devoniska skiffrar. Gutland präglas av ett kustlandskap med sandsten och kalksten från trias och jura. Floder som Our, Sûre och Mosel utgör östra gränsen.

### Klimat
Landets klimat är kontinentalt med inslag av maritimt väder i norr. Vintrarna kan vara kalla med snö, medan somrarna är varma och torra, särskilt i södra delen. Nederbörden varierar mellan 800 och 900 mm årligen, med lägst nederbörd i Moseldalen. Januari har en medeltemperatur på 0 °C, medan juli når 16 °C.

### Växt- och djurliv
I norr dominerar Ardennernas skogar, berg och floddalar, medan södra delen består av jordbruksmark och industriområden. Våtmarker finns i Moseldalen. Viktiga naturområden inkluderar naturparkerna Our och Haute-Sûre. Lövskogar med bok, alm och lönn präglar bergssluttningarna, medan dalgångarna har ask och klibbal. Här finns sällsynta arter som vildkatt, svart stork och flodpärlmussla.
I Moseldalens våtmarker, som Haff Remich, lever fåglar som dvärgrördrom och kungsfiskare. Naturparkerna stödjer också arter som järpe, mellanspett och vit stork.

### Naturskydd
Luxemburg har två naturreservat och flera naturparker, men endast en liten del av landet har starkt skyddade områden.

## Styre och politik

### Författning och styre
Luxemburg är en konstitutionell monarki. Landet är en parlamentarisk demokrati med proportionellt valsystem. I Luxemburgs deputeradekammare (parlament) finns det sex partier representerade: kristdemokratiska Kristsociala folkpartiet (23 mandat), socialdemokratiska Socialistiska arbetarpartiet (13 mandat), liberala Demokratesch Partei (13 mandat), gröna Déi Gréng (6 mandat), nationalkonservativa Alternativ Demokratesch Reformpartei (3 mandat) och socialistiska Déi Lénk (2 mandat). Parlamentet har sammanlagt 60 ledamöter. Val äger rum vart femte år. 

### Administrativ indelning
Luxemburg är indelat i tre distrikt som i sin tur består av tolv kantoner.
- Luxemburg
  - Capellen
  - Esch-sur-Alzette
  - Luxemburg
  - Mersch
- Diekirch
  - Clerf
  - Diekirch
  - Redange
  - Vianden
  - Wiltz
- Grevenmacher
  - Echternach
  - Grevenmacher
  - Remich

Antalet kommuner är 116, varav 12 har speciell status som (större) städer.

### Politik
Luxemburgs politiska landskap har länge varit stabilt med få förändringar. Kristdemokratiska Chrëschtlech-Sozial Vollekspartei (CSV) har dominerat och lett nästan alla regeringar mellan 1926 och 2013, ofta i koalition med socialdemokratiska LSAP eller liberala DP. År 2013 tvingades premiärminister Jean-Claude Juncker avgå efter en avlyssningsskandal, vilket ledde till nyval. Trots att CSV förblev största parti med 34 procent av rösterna förlorade de makten till en koalition mellan DP, LSAP och De gröna (Déi Gréng).
Xavier Bettel från liberala Demokratesch Partei (DP) blev ny premiärminister och behöll posten efter valet 2018. DP, landets tredje största parti sedan 1960-talet, har deltagit i flera regeringar, bland annat 1999–2004.
Socialdemokratiska LSAP, landets näst största parti, har ofta suttit i regeringen men aldrig innehaft premiärministerposten. Partiet gick dock tillbaka i valet 2018 och fick 17,6 procent av rösterna, sitt sämsta resultat sedan 1945.
Sedan 1980-talet har nya partier tagit plats i parlamentet. De gröna växte i valet 2018 till 15 procent, medan högerpartiet ADR har fått 6–10 procent av rösterna. Piratepartiet tog sig in i parlamentet för första gången samma år.
I valet 2023 förlorade regeringskoalitionen (DP, LSAP och De gröna) sin majoritet efter att De gröna tappade stort. Xavier Bettel avgick, och Luc Frieden från CSV blev premiärminister. CSV bildade en ny koalition med DP, där Bettel blev vice premiärminister och utrikesminister.

### Internationella relationer
Luxemburg är säte för EU-domstolen, Efta-domstolen, Europeiska revisionsrätten, Eurostat och andra viktiga EU-organ. Europaparlamentet har sitt sekretariat i Luxemburg, men sessionerna hålls i Strasbourg.

### Försvar
Luxemburgs försvarsmakt är en yrkesarmé som lyder under utrikesministeriet. Dess insatsförband består av två infanterikompanier. Officerare och underofficerare utbildas i Belgien.

## Ekonomi
I början av 2000-talet rankade den brittiska tidningen The Economist Luxemburg som världens rikaste land. Landet har en stabil ekonomi med ordentlig tillväxt, låg inflation och låg arbetslöshet. Den industriella sektorn, som fram till nyligen dominerades av en stålindustri, består idag även av bland annat kemikalieindustrier och gummiindustrier. Under de senaste decennierna har tillväxt i den finansiella sektorn mer än kompenserat för stålindustrins nedgång, och speciellt bankindustrins andel av landets totala ekonomi har ökat. Jordbrukssektorn består främst av mindre, familjeägda gårdar. Luxemburg har speciellt täta band till Belgien och Nederländerna, och är även medlem av EU.
Luxemburg hade 2011 världens högsta nominella BNP per capita, på 85 000 euro. Denna siffra överskattar hur rika luxemburgarna är dels eftersom prisnivån är högre, dels eftersom en stor del av det värdet tillfaller utländska företag och personer som arbetar i Luxemburg men bor i grannländerna Belgien, Frankrike eller Tyskland, men även om man justerar för dessa faktorer är Luxemburg det klart rikaste landet i EU. Arbetslösheten uppgick i april 2012 till 5,2% av den arbetsföra befolkningen, näst lägst i EU tillsammans med Nederländerna och efter Österrike.

## Befolkning

### Demografi

#### Minoriteter
Av Luxemburgs befolkning är endast drygt 60 % luxemburgiska medborgare och i huvudstaden Luxemburg är mindre än hälften av invånarna luxemburgare. Ungefär 15 % av landets invånare har portugisisk härkomst, om än inte i första generation idag. Andra stora invandrargrupper är fransmän, italienare och belgare.

### Språk
Folkspråket luxemburgiska (Letzeburgesch) är nära besläktat med tyska, men så gott som alla luxemburgare talar både tyska och franska. Luxemburgiska, tyska och franska är alla officiella språk i Luxemburg.[källa behövs]

### Religion
De flesta invånarna är romerska katoliker.[källa behövs]

## Kultur

### Idrott
Luxemburg har deltagit i olympiska spelen sedan år 1900. Under de senaste åren har landet haft 5–13 idrottsmän i sommar-OS och i vinter-OS ibland bara en. Från olympiska sommarspelen har landet en guld- och en silvermedalj. Från vinter-OS har bara den alpina skidåkaren Marc Girardelli fått två medaljer. I friidrott har Joseph Barthel vunnit 1500-meter i OS i Helsingfors.[källa behövs]

## Internationella rankningar
| Organisation                                | Undersökning                   | Rankning  |
| ------------------------------------------- | ------------------------------ | --------- |
| Heritage Foundation/The Wall Street Journal | Index of Economic Freedom 2019 | 17 av 180 |
| Reportrar utan gränser                      | Pressfrihetsindex 2019         | 17 av 180 |
| Transparency International                  | Korruptionsindex 2018          | 9 av 180  |
| FN:s utvecklingsprogram                     | Human Development Index 2018   | 21 av 189 |